# Howard Aiken
Howard Hathaway Aiken, född 8 mars 1900 i Hoboken i New Jersey, död 14 mars 1973 i Saint Louis, Missouri, var en amerikansk fysiker och datorpionjär.
Han studerade vid University of Wisconsin-Madison och tog senare en Ph.D. vid Harvard University 1939. Han arbetade i sin forskning med differentialekvationer som enbart kunde lösas numeriskt. Han fick därför intresse för att skapa ett elektromekaniskt maskineri som kunde användas för de tidsödande numeriska beräkningarna. Denna dator kallades ursprungligen Automatic Sequence Controlled Calculator (ASCC) och döptes senare om till Harvard Mark I. Med stöd från Grace Hopper och finansiering från IBM, som då tillverkade mekaniska räknemaskiner, färdigställdes denna maskin 1944.
Aiken utvecklade därefter andra modeller. 1947 följde Harvard Mark II. Nästa modell, Harvard Mark III använde vissa elektronikkomponenter, och Mark IV var helt elektronisk. Mark III och IV hade trumminne och Mark IV hade dessutom kärnminne.
Under 1940-talet var Aikens institution vid Harvard den ena av två ledande forskargrupper inom datorutvecklingen. John von Neumanns grupp vid Institute for Advanced Study i Princeton var den andra.
Howard Aiken var också reservofficer i USA:s flotta.
Efter pensioneringen flyttade Aiken till Fort Lauderdale i Florida, och dog 14 mars 1973 under en resa till Saint Louis, Missouri.